# Lamproptera curius
Lamproptera curius är en fjärilsart som först beskrevs av Fabricius 1787.  Lamproptera curius ingår i släktet Lamproptera och familjen riddarfjärilar. Inga underarter finns listade i Catalogue of Life.

## Bildgalleri

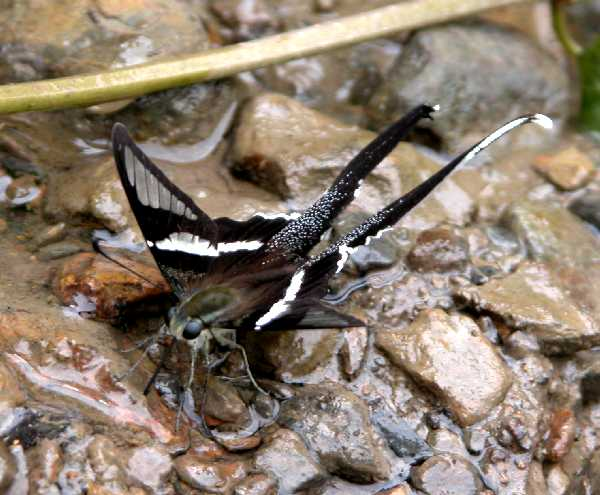
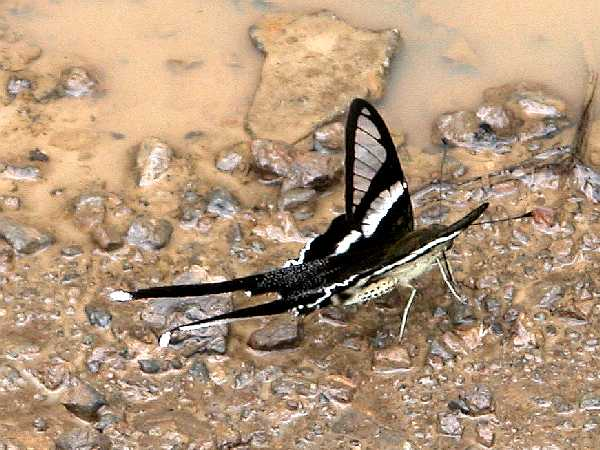
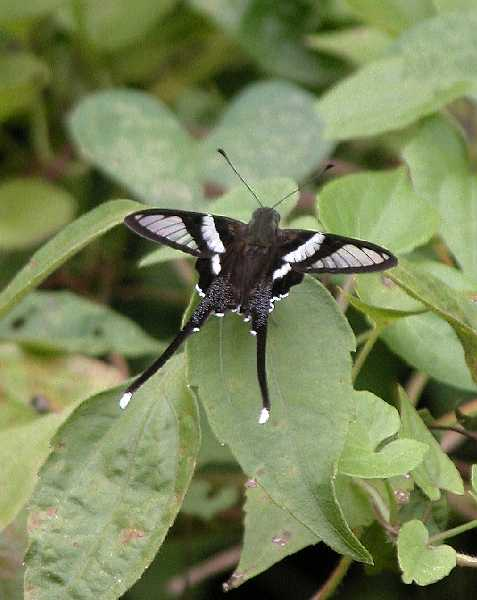